# Charles Vittel
Charles Vittel (* 12. Oktober 1809 in Rolle; † 25. August 1889 ebenda) war ein Schweizer Politiker und Richter. Von 1848 bis 1851 gehörte er dem Nationalrat an.

## Biografie
Der Sohn eines Gipser- und Malerunternehmers wurde am 12. Oktober 1809 in Rolle geboren und studierte Philologie und Philosophie in Genf und Lausanne. Nachdem er 1827 das Lizenziat bestanden hatte, war Vittel mehrere Jahre lang als Hauslehrer in den Niederlanden tätig. Von 1839 bis 1845 war er Friedensrichter. Nach dem radikalliberalen Umsturz im Kanton Waadt amtierte er als Präfekt des Bezirks Rolle.
Vittel, der im Militär bis zum Infanteriemajor aufstieg, gehörte von 1845 bis 1848 dem Grossen Rat des Kantons Waadt an. Er kandidierte 1848 bei den ersten Nationalratswahlen 1848 und vertrat bis 1851 den Wahlkreis Waadt-West. Aus politischen Gründen verlor er 1861 sein Amt als Präfekt, obwohl er damals im Verfassungsrat sass. Danach war er als Bezirksrichter und Steuereinzieher tätig. Von 1871 bis 1874 amtierte er als Gemeindepräsident von Rolle, 1885 wurde er wieder als Präfekt eingesetzt. Im August 1889 verstarb Charles Vittel im Alter von 79 Jahren.